# Liste des ponts de Laval (Mayenne)
Ce tableau présente la liste de tous les ponts de la ville de Laval, Mayenne, en France. Ceux-ci sont présentés selon leur position sur la Mayenne, d'amont en aval.

## Liste
| Pont                 | Quartier     | Coordonnées                        | Notice         | Protection       | Date      | Illustration         |
| -------------------- | ------------ | ---------------------------------- | -------------- | ---------------- | --------- | -------------------- |
| Pont de Pritz        | Pritz        | 48° 05′ 23″ nord, 0° 46′ 38″ ouest | « IA53000592 » | Non protégé      | 1995      | Pont de Pritz        |
| Viaduc de Laval      |              | 48° 04′ 36″ nord, 0° 46′ 13″ ouest | « IA53000401 » | Non protégé      | 1854-1856 | Viaduc de Laval      |
| Pont de l'Europe     | Centre-ville | 48° 04′ 24″ nord, 0° 46′ 15″ ouest | « IA53000624 » | Non protégé      | 1968      | Pont de l'Europe     |
| Pont Aristide-Briand | Centre-ville | 48° 04′ 15″ nord, 0° 46′ 14″ ouest | « IA53000400 » | Non protégé      | 1812-1824 | Pont Aristide-Briand |
| Pont Vieux           | Centre-ville | 48° 04′ 06″ nord, 0° 46′ 10″ ouest | « PA00109550 » | Classé MH (1926) | XIIIe     | Pont Vieux           |
| Pont d'Avesnières    | Avesnières   | 48° 03′ 36″ nord, 0° 45′ 42″ ouest | « IA53000402 » | Non protégé      | 1947      | Pont d'Avesnières    |